# سیارک ۱۴۰۴۲
سیارک ۱۴۰۴۲ (به انگلیسی: 14042 Agafonov، نامگذاری:1995UG5) چهارده هزار و چهل و دومین سیارک کشف شده‌است که در ۱۶ اکتبر ۱۹۹۵ کشف شد.
قدر مطلق سیارک برابر ۱۴.۱ است.